# Саганаки
У грчкој кухињи, саганаки (σαγανακι) је било које од разних јела припремљених у малом тигању, а најпознатије је предјело од прженог сира. Обично се фламбира у Северној Америци.

## Етимологија
Јела су добила назив по тигању у коме се припремају, који се зове σαγανακι, saganáki, што је деминутив од σαγανι, sagáni, тигањ са две дршке, која потиче од турске речи sahan, бакарна посуда која је сама позајмљена из арапског صحن (ṣaḥn).

## Опис
Сир који се користи у саганакију је обично гравијера, кефалогравијера, халуми, касери, кефалотири или фета сир од овчијег млека. Регионалне варијације укључују употребу сира формаела у Арахови, халуми на Кипру и влахотири у Мецову. Сир се топи у малом тигању док не прокрчи и углавном се служи са лимуновим соком и бибером. Једе се уз хлеб.
Остала јела кувана у саганаки тигању укључују саганаки са шкампама (грч. γαρίδες σαγανάκι) и саганаки са дагњама ( грч. μύδια σαγανάκι) који су типично засновани на фети и укључују зачињени парадајз сос.

### Северноамерички стил сервирања
У многим грчким ресторанима у Сједињеним Америчким Државама и Канади, након што се саганаки сир пржи, фламбира се за столом (често уз узвик „опа!”), након чега се пламен обично гаси стиском лимуновог сока. Зове се „пламтећи саганаки” и настао је 1968. године у ресторану Партенон у чикашкој грчкој четврти на основу предлога муштерије.